# Независимость системы аксиом
Незави́симость систе́мы аксио́м ― свойство системы аксиом данной аксиоматической теории, состоящее в том, что каждая аксиома является независимой, то есть не является логическим следствием из множества остальных аксиом этой теории. Система аксиом, обладающая этим свойством, называется независимой.

## Описание
Независимость той или иной аксиомы данной аксиоматической теории означает, что эту аксиому можно без противоречия заменить её отрицанием. Иными словами, аксиома независима в том и только в том случае, если имеется интерпретация, при которой эта аксиома ложна, а все остальные аксиомы данной теории истинны. Построение такой интерпретации является классическим методом доказательства независимости.
При построении аксиоматической теории в виде формальной системы, где отношение логического следования формализуется в виде понятия выводимости, аксиома считается независимой, если она не может быть выведена из других аксиом с помощью правил вывода данной формальной системы. Для широкого класса формальных систем (так называемых теорий 1-го порядка) независимость относительно выводимости совпадает с независимостью относительно логического следования.
По отношению к формальным системам и вообще исчислениям имеет смысл говорить о независимости правил вывода. Правило вывода называются независимым, если существует теорема данного исчисления, которая не может быть выведена без использования этого правила.
Независимость системы аксиом сама по себе не является обязательным свойством аксиоматической теории. Она лишь свидетельствует о том, что совокупность исходных положений теории не является избыточной, и представляет некоторые технические
удобства.
Однако исследования, посвящённые независимости системы аксиом, и доказательства независимости способствуют лучшему пониманию изучаемой теории.
Достаточно вспомнить, какое влияние на развитие математики оказал вопрос о независимости пятого постулата Евклида в системе аксиом геометрии.